# 錢衝
錢衝（1500年—？），字貴徐，江西臨江府新喻縣人，民籍，明朝政治人物。

## 生平
嘉靖七年（1528年）戊子科江西鄉試第十名舉人。嘉靖十四年（1535年）中式乙未科會試第一百八十九名，登第二甲第十九名進士。官刑部署郎中。

## 家族
曾祖錢忠顯；祖父錢爵，曾任貢士；父錢瑞，曾任知縣。母翁氏。永感下。兄行、衎、弟術。